# اتو اشترن
اتو اشترن (به آلمانی: Otto Stern) فیزیکدان آلمانی و برنده جایزه نوبل فیزیک بود. وی در ۱۷ فوریه ۱۸۸۸ در پادشاهی پروس متعلق به امپراتوری آلمان (که اکنون لهستان واقع شده‌است) به دنیا آمد، و در ۱۷ اوت ۱۹۶۹ در ایالات متحده آمریکا چشم از جهان فروبست.
مدرک دکتری خود را در سال ۱۹۱۲ از دانشگاه برسلاو گرفت. پس از جنگ جهانی اول در دانشگاه هامبورگ مشغول به کار شد. بعد از به قدرت رسیدن نازیها در سال ۱۹۳۳ او که اصلیتی یهودی داشت از مقام خود استعفاء داد و بعد از مدتی به آمریکا رفت. در سال ۱۹۴۶ بازنشسته شد و به عنوان استاد افتخاری دانشگاه برکلی دست یافت.

## فعالیت‌ها
کارهای مهم او عبارت‌اند از:
- کمک به پیشرفت روش باریکه ملوکولی؛
- کشف گشتاور مغناطیسی پروتون که به خاطر این دو کار در سال ۱۹۴۳ نوبل فیزیک را دریافت کرد؛
- کشف کوانتیزه بودن اسپین در سال ۱۹۲۲ به همراه والتر گرلاخ طی آزمایش معروف اشترن گرلاخ؛
- تأیید تجربی نظریه دوبروی (ماهیت موجی ذرات)

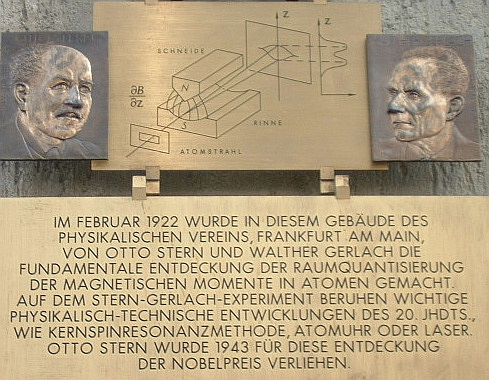
پلاک یادبود آزمایش اشترن-گرلاخ در شهر فرانکفورت در کشور آلمان